# Portuñol
Het Portuñol of Portunhol is de benaming voor het contact tussen de talen Portugees en Spaans in verschillende delen van de wereld. Het woord is een porte-manteau voor de woorden português (Portugees) en español (Spaans).
Er is geen echt Portuñol, per 2 stedenband tussen een Spaanstaligland en Portugeestaligland, is er weer een ander type Portuñol. Het beste voorbeeld van een variant is in het grensgebied tussen Uruguay (waar Spaans gesproken wordt) en Brazilië (waar Portugees gesproken wordt). Daar wordt de taal door ongeveer 100.000 mensen gesproken, vooral bij de grenssteden Rivera (Uruguay) en Santana do Livramento (Brazilië), maar ook tussen de steden Artigas (Uruguay)/Quaraí en Chuì/Chuy.